# Rautbesi
Rautbesi (en népalais : राउतबेसी) est un comité de développement villageois du Népal situé dans le district de Nuwakot. Au recensement de 2011, il comptait 3 437 habitants.